# 성공의 비밀 (시사교양)
《성공의 비밀》은 MBC TV에서 2009년 11월 27일부터 2010년 5월 7일까지 방송되었던 시사교양 프로그램이다.

## 방송 회차

### 2009년
| 회차 | 방송일    | 출연자      | 소속 기업    |
| ---- | --------- | ----------- | ------------ |
| 1    | 11월 27일 | 구자관 대표 | 삼구개발     |
| 2    | 12월 4일  | 최종일 대표 | 아이코닉스   |
| 3    | 12월 11일 | 김동수 회장 | 한국도자기   |
| 4    | 12월 18일 | 김영모 대표 | 김영모과자점 |

### 2010년
| 회차 | 방송일   | 출연자      | 소속 기업       |
| ---- | -------- | ----------- | --------------- |
| 5    | 1월 8일  | 전영탁 회장 | 알파색채        |
| 6    | 1월 15일 | 한경희 사장 | 한경희생활과학  |
| 7    | 1월 22일 | 박승복 회장 | 샘표식품        |
| 8    | 1월 29일 | 박명성 대표 | 신시컴퍼니      |
| 9    | 2월 5일  | 나춘호 회장 | 예림당          |
| 10   | 2월 12일 | 강태선 회장 | 블랙야크        |
| 11   | 2월 19일 | 임건우 회장 | 보해양조        |
| 12   | 2월 26일 | 박술녀 원장 | 박술녀한복      |
| 13   | 3월 5일  | 정재원 회장 | 정식품          |
| 14   | 3월 12일 | 송공석 대표 | 와토스코리아    |
| 15   | 3월 19일 | 전준식 회장 | 다스코          |
| 16   | 4월 2일  | 장준근 대표 | 나노엔텍        |
| 17   | 4월 9일  | 김승남 회장 | 조은시스템      |
| 18   | 4월 16일 | 송기용 대표 | 이엑스티        |
| 19   | 4월 23일 | 정규수 회장 | 삼우이앤씨      |
| 20   | 4월 30일 | 김창일 사장 | 삼미대우버스    |
| 21   | 5월 7일  | 최종식 사장 | KJC커뮤니케이션 |

## 같이 보기
- 성공시대 (1997년 ~ 2001년)